# Lista scrierilor lui Toma de Aquino

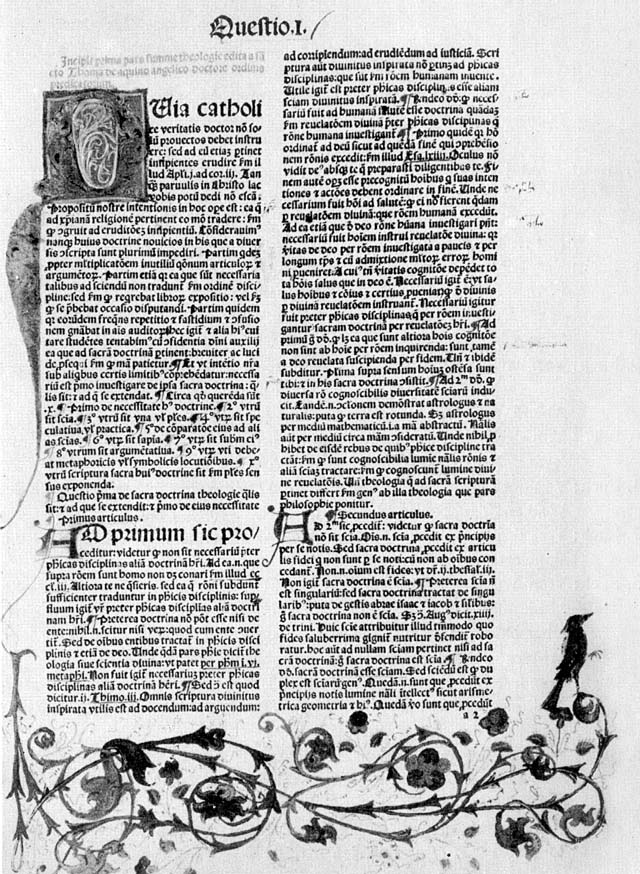
Toma de Aquino: Summa theologiae, 1482

Aceasta este o listă completă a scrierilor lui Toma de Aquino:

#### Opere mari
- Scriptum super Sententiis
- Summa contra Gentiles⁠(d)
- Summa Theologiae

#### Quaestiones
- Quaestiones disputatae
  - De spiritualibus creaturis
  - De unione Verbi
  - De veritate
  - De potentia
  - De anima
  - De malo
  - De virtutibus
- Quaestiones de quolibet

#### Opuscule
- Opuscule filosofice
  - De ente et essentia
  - De principiis naturae
  - De unitate intellectus
  - De aeternitate mundi
- De substantiis separatis
- Opuscule teologice
  - De articulis Fidei
  - De rationibus Fidei
  - Super Decretales
  - Principium Rigans montes
  - Compendium theologiae
- Opuscule polemice pentru dominicani
  - Contra retrahentes
  - De perfectione
  - Contra impugnantes
- Cenzuri
  - Contra errores Graecorum⁠(d)
  - De forma absolutionis
- Epistole (răspunsuri)
  - Ad Bernardum
  - Ad ducissam Brabantiae
  - De emptione
  - De iudiciis astrorum
  - De mixtione elementorum
  - De motu cordis
  - De operationibus occultis
  - De sortibus
  - De regno
- Responsiones

#### Comentarii
- La Aristotel
  - Expositio libri Peryermeneias
  - Expositio libri Posteriorum Analyticorum
  - In libros Physicorum
  - In libros De caelo et mundo
  - In libros De generatione et corruptione
  - Sentencia super Meteora
  - Sentencia libri De anima
  - Sentencia libri De sensu et sensato
  - Sententia libri Ethicorum
  - Tabula Ethicorum
  - Sententia libri Politicorum
  - Sententia libri Metaphysicae
- La neoplatonici
  - Super librum De causis
  - Super De divinis nominibus
- La Boethius
  - Expositio libri De ebdomadibus
  - Super De Trinitate

#### Comentarii biblice
- La Vechiul Testament
  - Super Psalmos
  - Super Iob
  - In Jeremiam
  - Super Threnos
  - Super Isaiam
- La Noul Testament
  - Super Matthaeum
  - Super Ioannem
- Catena aurea
  - Catena in Matthaeum
  - Catena in Marcum
  - Catena in Lucam
  - Catena in Ioannem
- La Epistolele Sfântului Pavel
  - Super Romanos
  - Super I ad Corinthios
  - Super II ad Corinthios
  - Super Gal.
  - Super Eph.
  - Super Philip.
  - Super Col.
  - Super I Thes.
  - Super II Thes.
  - Super I Tim.
  - Super II Tim.
  - Super Tit.
  - Super Philem.
  - Super Epistolam ad Hebraeos

#### Culegeri și predici
- Culegeri
  - In Symbolum Apostolorum
  - Expositio Salutationis angelicae
  - De decem praeceptis
  - In orationem dominicam
- Predici
  - Attendite a falsis
  - Ecce Rex tuus venit
  - Emitte spiritum
  - Exiit qui seminat
  - Homo quidem fecit cenam
  - Inueni David
  - Lauda et letare
  - Osanna Filio David
  - Puer Jesus
  - Seraphim stabant
  - Veniet desideratus

#### Documente
- Inventarium castri Traiecti
- Opere colective
  - De secreto
  - Ordinationes pro promotione studii
- Reportationes Alberti Magni Super Dionysium
  - De ecclesiastica hierarchia
  - Mystica theologia
  - Epistulae
  - De divinis nominibus
  - De pulchro et bono
  - De fato

#### Opere de autenticitate probabilă
- Lectura Romana in primum Sententiarum Petri Lombardi
- Quaestiones De libro vitae
- Lucrări liturgice
  - Officium Corporis Christi (Oficiul «Sacerdos» și Liturghia «Cibavit»)
- Predici
  - Abjiciamus opera
  - Beata gens
  - Beati qui habitant
  - Beatus vir
  - Coelum et terra
  - Ecce ego
  - Germinet terra
  - Homo quidam erat dives
  - Lux orta
  - Hic est liber
- Rugăciuni
  - Adoro te deuote

#### Opere de autenticitate îndoielnică
- Quaestiones
  - De cognitione animae
  - De immortalitate animae
- Opuscule filosofice
  - De fallaciis
  - De propositionibus modalibus
- Epistole (răspunsuri)
  - Consilium de usura
- Lucrări liturgice
  - Officium Corporis Christi «Sapientia» și Liturghia «Ego sum panis»
- Predici
  - Anima mea
  - Petite et accipietis
  - Sapientia confortabit
  - Tria retinent
- Rugăciuni
  - Concede michi
- Opere colective
  - Acta Capitulorum Provincialium Provinciae Romanae
  - Reportationes: Alberti Magni Super Ethica commentum et quaestiones

#### Opere atribuite eronat lui Toma de Aquino
- Quaestiones disputatae
  - De natura beatitudinis
  - De motoribus corporum caelestium
  - De ordine agendi in creaturis
- Opuscule filosofice
  - Ars musyce
  - De arte musica
  - De demonstratione
  - De intellectu et intelligibili
  - De inventione medii
  - De natura loci
  - De natura materiae
  - De natura syllogismorum
  - De potentiis animae
  - De tempore
  - De universalibus «Circa»
  - De universalibus «Quoniam»
  - De universalibus «Universale»
  - De vitiis et virtutibus
  - Summa totius Logicae Aristotelis
  - De usuris in communi (Aegidius de Lessinia)
  - De eruditione principum (Guillelmus Peraldus)
  - De praescientia et praedestinatione (Leonardus Pistoriensis)
  - De pluralitate formarum (Thomas de Sutton)
  - De instantibus
  - De natura accidentis
  - De natura generis
  - De natura verbi intellectus
  - De principio individuationis
  - De quatuor oppositis
- Opuscule teologice
  - De beatitudine
  - De divinis moribus
  - De humanitate Jesu Christi D.N.
  - De officio sacerdotis
  - De sacramento Eucharistiae
  - De venerabili sacramento altaris
  - Principium Intravit Rex
  - De dilectione Dei et proximi (Helvicus Theutonicus)
  - De adventu Antichristi (Jacobus de Benevento)
  - De praeambulis ad judicium (Jacobus de Benevento)
  - De modo confitendi et puritate conscientiae (Matthaeus de Cracovia)
- Epistole (răspunsuri)
  - De modo studendi
- Concordanțe
  - Pertransibunt plurimi
- Comentarii filosofice
  - In De somno et vigilia (Adamus de Buckfield)
  - In De somniis (Adamus de Buckfield)
  - In De divinatione per somnum (Adamus de Buckfield)
  - In Boethii De scholarium disciplina (Guillelmus Wheatley)
  - In Boethii De consolatione philosophia
- Comentarii teologice
  - De pulchro et bono (S. Albertus Magnus Super Dionysium De divinis nominibus)
  - De fato (S. Albertus Magnus Super Dionysium De divinis nominibus)
  - Super Pater noster, prima petitio (Aldobrandinus de Toscanella)
  - Expositio Missae (Richardus de Wedinghausen)
- Comentarii biblice
  - Super Apocalypsim
  - In Canticum (Aegidius de Roma)
  - In Canticum (Haimo Altissiodorensis)
  - Super Apocalypsim
  - In Danielem (Johannis Michaelis)
  - In libros Machabaeorum (Johannis Michaelis)
  - In VII Epistolas Canonicas (Nicolaus de Gorran)
  - Postilla in libros Geneseos (Petrus Johannis Olivi)
  - Super Matthaeum (Petrus de Scala)
  - Super I ad Corinthios cap. 7-10 (Petrus de Tarantasia)
- Predici
  - Adaperiat Deus
  - Que autem in celis
  - Sermones dominicales (Aldobrandinus de Cavalcantibus)
  - Sermones festivi (Aldobrandinus de Cavalcantibus)
  - Hodiernae festivitatis
  - Cecidit sors (Fr. Stephanus)
  - Omnia parata (Thomas Brito)
- Lucrări liturgice
  - Officium de festo S. Augustini
- Rugăciuni
  - Ad te fontem
  - Creator ineffabilis
  - Gratias tibi ago
  - Laudo, glorifico
  - O beatissima et dulcissima
  - O Deus omnipotens
  - Omnipotens sempiterne Deus
  - Praeco lucerna
  - Sit, Jesu dulcissime
  - Te Deum totius consolationis
- Cântări
  - Tanto ha virtù
  - Poscia che tutte